# Leucopleura viridis
Leucopleura viridis är en fjärilsart som beskrevs av M.Gaede 1926. Leucopleura viridis ingår i släktet Leucopleura och familjen björnspinnare. Inga underarter finns listade i Catalogue of Life.